# جوني إيفرز
جوني إيفرز (بالإنجليزية: Johnny Evers)‏ هو لاعب كرة قاعدة أمريكي، ولد في 21 يوليو 1881 في تروي في الولايات المتحدة، وتوفي في 28 مارس 1947 في ألباني في الولايات المتحدة.

## وصلات خارجية
- جوني إيفرز على موقعبيزبول رفرنس.كوم (الدوري الرئيسي) (الإنجليزية)
- جوني إيفرز على موقعبيزبول رفرنس.كوم (الدوري الثانوي) (الإنجليزية)
- جوني إيفرز على موقع جمعية أبحاث البيسبول الأمريكية (الإنجليزية)
- جوني إيفرز على موقع مشجعي الرسوم البيانية (الإنجليزية)
- جوني إيفرز على موقع قاعة مشاهير كرة القاعدة (الإنجليزية)